# Impatiens forbesii
Impatiens forbesii är en balsaminväxtart som beskrevs av Joseph Dalton Hooker och E.G. Baker. Impatiens forbesii ingår i släktet balsaminer, och familjen balsaminväxter. Inga underarter finns listade i Catalogue of Life.